# Acmaeodera ornatoides
Acmaeodera ornatoides (лат.) — вид жуков-златок рода Acmaeodera из подсемейства Polycestinae (Acmaeoderini). Распространён в Новом Свете. Кормовым растением имаго являются: Opuntia sp., Callirhoa sp. (Barr 1972:169); а у личинок — Quercus virginiana fusiformis (Westcott, et al. 1979:177).
Вид был впервые описан в 1972 году американским колеоптерологом Уильямом Барром (William F. Barr, University of Idaho, Moscow, США).